# Decapterus koheru
Decapterus koheru es una especie de peces de la familia Carangidae en el orden de los Perciformes.

## Alimentación
Come zoo plancton.

## Distribución geográfica
Se encuentra en las  costas de Nueva Zelanda.